# Le Thour
Le Thour – miejscowość i gmina we Francji, w regionie Grand Est, w departamencie Ardeny.
Według danych na rok 1999 gminę zamieszkiwało 317 osób, a gęstość zaludnienia wynosiła 19 osób/km².